# Fryderyk Teodor Rossmann
Fryderyk Teodor Rossmann (ur. 13 stycznia 1796 w Raciborzu, zm. 2 kwietnia 1873 w Czarnej) – oficer w wojsku Królestwa Polskiego i armii Imperium Rosyjskiego, topograf, inżynier kolejnictwa.

## Życiorys
Urodził się 13 stycznia 1796 w Raciborzu w rodzinie Jana Krzysztofa i jego żony Marii Heleny z d. Kehrer przybyłych z Saksonii jako ich młodszy syn, bratem jego był Henryk Wilhelm Rossmann.
Ukończył 4 klasy Liceum Warszawskiego i w grudniu 1812 wstąpił do korpusu inżynierów. W 1815 znalazł się w korpusie inżynierów tworzonej armii Królestwa Polskiego i w 1818 został mianowany podporucznikiem. W 1823 awansował do stopnia porucznika i w dwa lata później został przydzielony do dyrekcji inżynierii w twierdzy Zamość. Wspólnie z kapitanem Bernardem Engbrichtem kierował robotami przy budowie fortyfikacji bastionu nr 7.
W 1829 został wysłany na front wojny rosyjsko-tureckiej. Za udział w tej kampanii został odznaczony orderem św. Anny 3 klasy z kokardą. W 1828 otrzymał order św. Stanisława 4 klasy. W czasie powstania listopadowego przebywał w twierdzy Zamość i służył pod komendą swojego brata Henryka. 
Po upadku powstania w 1833 wstąpił do armii rosyjskiej i służył w Korpusie Topografów. W 1841 dostał zwolnienie z wojska, przeszedł na emeryturę i nabył dobra Czarna w powiecie radzymińskim. W latach 1843-49 piastował stanowisko zastępcy naczelnego inżyniera w budowie drogi żelaznej Warszawsko-Wiedeńskiej. Był sędzią pokoju w Radzyminie.
Żonaty był z Natalią Schulmann z którą miał pięcioro dzieci: Gustawa, Ludwika Wilhelma, Edwarda Fryderyka, Helen Charlottę i Natalię Dorotę. Zmarł 2 kwietnia 1873 w swoim majątku w Czarnej i pochowany został na cmentarzu ewangelicko-augsburskim w Warszawie.